# Карло Сальвіолі
Карло Сальвіолі (італ. Carlo Salvioli; 2 листопада 1849, Венеція — 29 січня 1930, Мірано) — італійський шахіст і шаховий теоретик.
Народився у Венеції, здобув професію нотаріуса. Відомий роботами в галузі історії та теорії шахів, зокрема ендшпіля. Автор кількох праць, у тому числі книг «Теорія і практика шахової гри» (Teoria e pratica del giuoco degli scacchi; Венеція, 1885—1888) і «La partita d'oggi» (перші чотири томи виходили окремо в 1927—1930 рр.; Сальвіолі помер під час роботи над останнім, п'ятим томом). Роботу над «La partita d'oggi» продовжили колеги Сальвіолі, вихід 1932 року повної версії книги мав великий резонанс у шаховому світі.
Як гравець став переможцем третього італійського національного турніру (Мілан, 1881) і став неофіційним чемпіоном Італії. Виступив одним з організаторів наступного, четвертого італійського національного турніру (Венеція, 1883) та посів на ньому 3-тє місце.
1920 року на з'їзді у Варезі була заснована Італійська шахова федерація, Сальвіолі став почесним президентом нової організації.
Помер у Мірано, заповідав майно місцевої благодійної організації (Congregazione di Carità), яка побудувала на ці кошти лікарню.
Ім'я Карло Сальвіолі має венеціанський шаховий клуб.

## Спортивні результати
| Рік  | Місто   | Змагання                | + | − | = | Результат | Місце |
| ---- | ------- | ----------------------- | - | - | - | --------- | ----- |
| 1881 | Мілан   | 3-й національний турнір |   |   |   | 11 з 16   | 1     |
| 1883 | Венеція | 4-й національний турнір |   |   |   | 9 із 16   | 3     |
| 1886 | Рим     | 5-й національний турнір |   |   |   | 9 із 16   | 4     |